# Bajram Rexhepi
Bajram Rexhepi (serbo-croato:Bajram Redžepi) (Kosovska Mitrovica, 3 giugno 1954 – Istanbul, 21 agosto 2017) è stato un politico kosovaro.
È stato il primo premier eletto dopo la guerra. Era membro del secondo più grande partito politico in Kosovo, il Partito Democratico del Kosovo.

## Biografia
Si è laureato dalla Università di Pristina e ha completato i suoi studi presso l'Università di Zagabria nel 1985. Ha trascorso la maggior parte della sua carriera lavorando come chirurgo.
Durante il conflitto del 1999, entrato a far parte dell'Esercito di liberazione del Kosovo, e ha trascorso tre mesi in servizio come medico di campo. Alle elezioni generali del novembre 2001 in Kosovo, il partito di Rexhepi ha avuto il 25,7 per cento dei voti, secondo solo alla Lega Democratica del Kosovo di Ibrahim Rugova e Rexhepi è stato nominato primo ministro dall'Assemblea del Kosovo il 4 marzo 2002. Nelle successive elezioni generali, tenutasi il 24 ottobre 2004, il Partito democratico del Kosovo è arrivato secondo e ha avuto 30 seggi al parlamento.
Rexhepi era considerato come politico moderato e ha affermato uno dei suoi obiettivi più importanti sarebbe quello di "rafforzare la tolleranza etnica e la riconciliazione".
Era membro del Consiglio generale del Partito Radicale Transnazionale.
È scomparso nel 2017 all'età di 63 anni in un ospedale di Istanbul, dopo settimane di coma subentrato a seguito di ripetuti ictus.